# Шејфер (Минесота)
Шејфер (енгл. Shafer) град је у америчкој савезној држави Минесота.

## Демографија
По попису из 2010. године број становника је 1.045, што је 702 (204,7%) становника више него 2000. године.
| Група             | 2000.       | 2010.       |
| Белци             | 334 (97,4%) | 995 (95,2%) |
| Афроамериканци    | 1 (0,3%)    | 5 (0,5%)    |
| Азијати           | 0 (0,0%)    | 2 (0,2%)    |
| Хиспаноамериканци | 6 (1,7%)    | 21 (2,0%)   |
| Укупно            | 343         | 1.045       |